# Casazza
Casazza (formerly Mologno) là một đô thị ở tỉnh Bergamo trong vùng Lombardia của nước Ý, có vị trí cách khoảng 70 km về phía đông bắc của Milano và khoảng 20 km về phía đông bắc của Bergamo. Tại thời điểm ngày 31 tháng 12 năm 2004, đô thị này có dân số 3.649 người và diện tích là 7,1 km².
Casazza giáp các đô thị: Albino, Gaverina Terme, Grone, Monasterolo del Castello, Spinone al Lago, Vigano San Martino.